# NGC 1505
NGC 1505 is een lensvormig sterrenstelsel in het sterrenbeeld Eridanus. Het hemelobject werd in 1886 ontdekt door de Amerikaanse astronoom Ormond Stone.

## Synoniemen
- PGC 14339
- MCG -2-11-9
- NPM1G -09.0181